# Mechanisierte Division 11

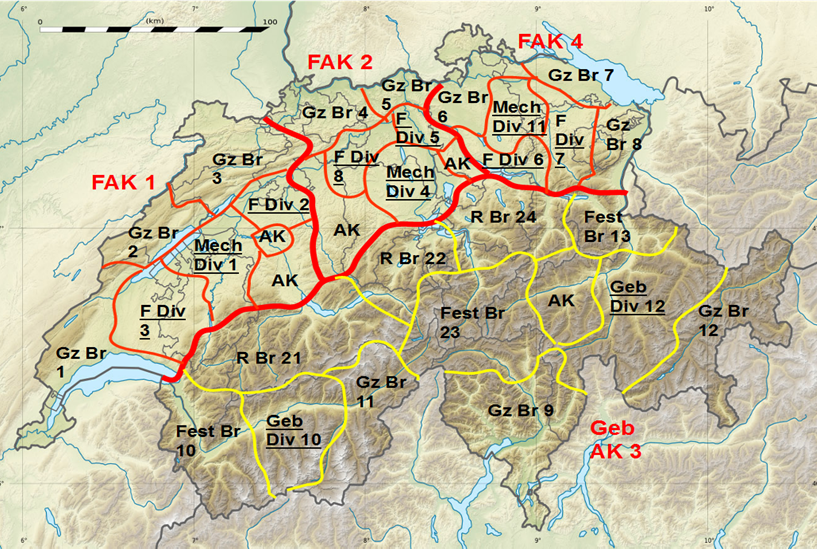
Feldarmeekorps 4 (FAK 4) und Mechanisierte Division 11 im Grunddispositiv ZEUS von 1992

Die  Mechanisierte Division 11 (Armeebezeichnung Mech Div 11) war eine Heereseinheit der Schweizer Armee. Sie wurde 1962 als Teil des neu strukturierten Feldarmeekorps 4 gebildet, 1994 aufgelöst und durch die Panzerbrigaden 3 und 11 ersetzt.

## Geschichte
Auf der Grundlage der Truppenordnung 1961 (TO 61) wurde die Reform Armee 61 in die Wege geleitet. Das Ziel war, der Bedrohungslage des Kalten Krieges mit der Erhöhung der Feuerkraft und der Beweglichkeit der Erdtruppen sowie einer modernen Luftverteidigung Rechnung zu tragen. Die Geländeverstärkungen im Grenzraum (Neutralitätsschutz) wurde ausgebaut und eine neue Versorgungsorganisation sollte die Durchhaltefähigkeit erhöhen. 
Die drei Korps der Feldarmee wurden 1961 in Feldarmeekorps (FAK 1, 2, 4) umbenannt und einheitlich strukturiert. Den Feldarmeekorps und dem Gebirgsarmeekorps (Geb AK 3) wurden feste Verantwortungsräume (Grunddispositiv ZEUS 1992) zugeordnet. 

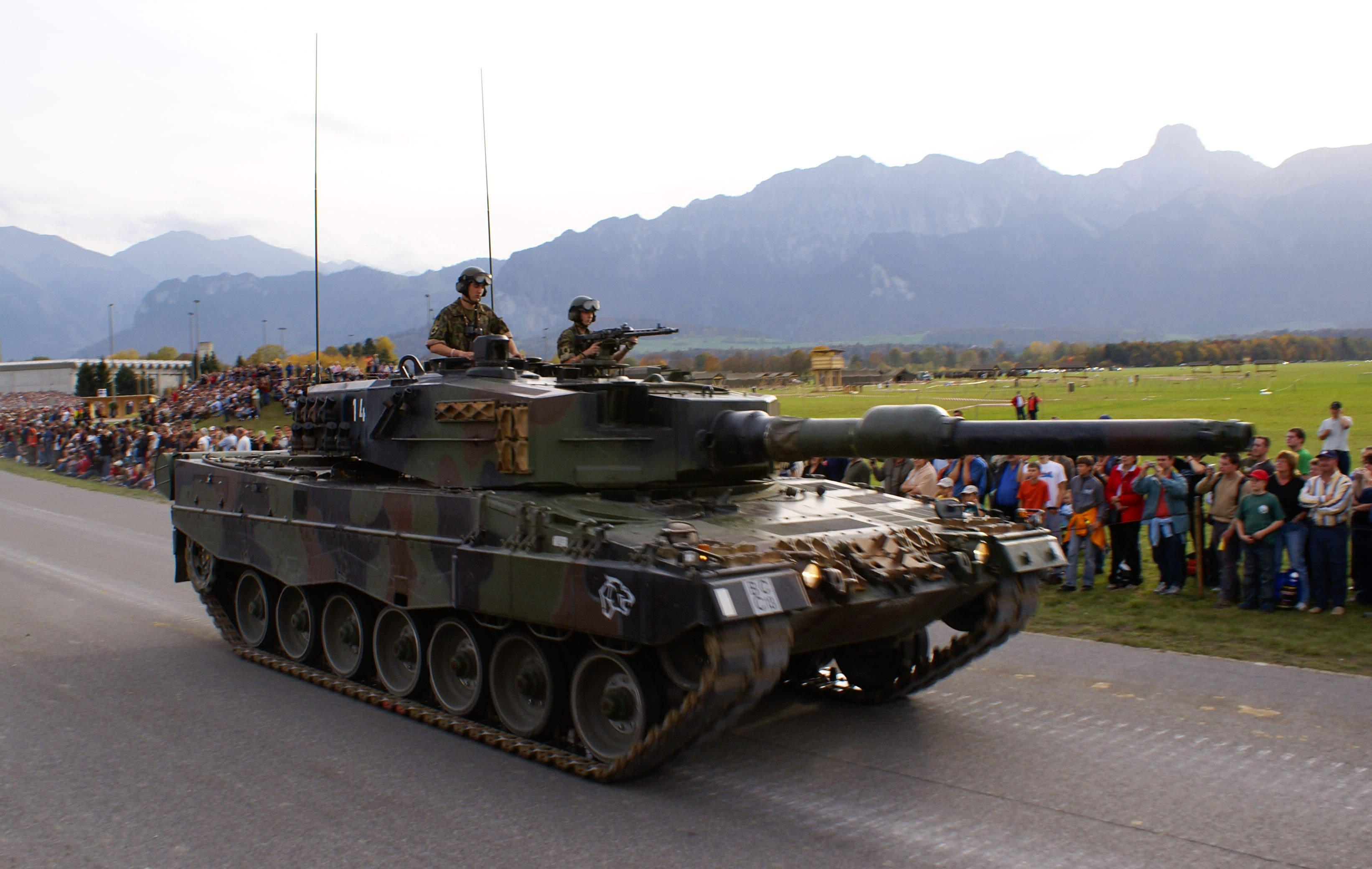
Panzer 87 Leopard (2006)

Die Mech Div 11 mit dem Motorisierten Infanterieregiment 25, den Panzerregimentern 3 und 9 sowie dem Artillerieregiment 11 war im Dispositiv des FAK 4 «das bewegliche Element». Sie hatte im exponierten Raum gegen die östliche Landesgrenze als operative Reserve des FAK 4 mit ihrer Beweglichkeit und Feuerkraft die zusammenhängende Kampfführung im ganzen Abwehrraum sicherzustellen. Für die Kampfform Abwehr hatten die gepanzerten Verbände Gegenschläge gegen Feindkräfte zu führen. Die Panzerregimenter der Mechanisierten Divisionen wurden mit dem Schweizer Panzer 61/68 ausgerüstet und ab 1987 auf den Kampfpanzer 87 «Leopard» umgeschult. 
Die verstärkte Mech Div 11 hatte 1986 einen Bestand von 14'000 Soldaten und besass 120 Kampfpanzer, 70 Panzerhaubitzen, 10 Schützenpanzer und 2000 Pneufahrzeuge. 
In ihrem Einsatzraum befanden sich die Sperrstellen in Bichelsee, Guntershausen, Mühlebach/Fischenthal, Sennhof und Winterthur.
Mit der Armee 95 wurden die Mechanisierten Divisionen aufgehoben und die Panzerkräfte in den Panzerbrigaden zusammengefasst. Aus den Panzerkräften der Mech Div 11 wurden 1995 die Panzerbrigaden 3 und 11 neu gebildet: 
Mit der Armee XXI wurde die Panzerbrigaden von fünf auf zwei reduziert und die Panzerbrigaden 2, 3 und 4 aufgelöst. Die Panzerbrigade 11 wurde im Dezember 2003 als letzter aller Verbände in die Armee XXI überführt. Im Gegensatz zu anderen Verbänden wurde sie nicht aufgelöst, sondern von 5300 Wehrleuten auf den doppelten Bestand verstärkt.